# The Chief's Blanket
The Chief's Blanket er en amerikansk stumfilm fra 1912 af D. W. Griffith.

## Medvirkende
- Lionel Barrymore
- Blanche Sweet
- W. Chrystie Miller
- Charles West
- Adolph Lestina